# 폴 니장
폴 니장(Paul Nizan, 1905년 2월 7일, 투르 - 1940년 5월 23일, 파드칼레 레크쉬르앙)은 프랑스의 소설가, 철학가이자 저널리스트이다.
처음에는 가족 전통으로 왕당파였던 그는 1930년대 주요 지식인들 가운데 하나로서 프랑스 공산당에 가입하여, 1939년 나치 독일과 소련간에 맺어진 불가침 조약 이후 탈퇴한다. 이 불화는 그에게 PCF의 공분을 사게 하였으며, PCF는 오랜 기간 동안 그를 배반자 취급했다. 이런 상황은 <아덴 아라비아>의 재판본에 장폴 사르트르가 쓴 서문으로 상징되는 “재평가”가 있기까지 약 20년간 그가 쓴 작품에 대한 평가를 방해했다.
철학 교수 자격을 가진 니장은 무엇보다 소설에서 성공을 거뒀는데, 소설뿐 아니라 <집 지키는 개들>이라는 풍자문으로도 명성을 떨쳤다. 대중 철학 작품과 영어, 독일어 번역, 주간 신문 <뤼마니테>에서 기재된 여러 문예 비평들 역시 그의 작품이다.
35살에 찾아온 니장의 죽음은 제2차 세계대전 이후의 타협을 몰랐던, "늙은이들은 떠나고, 청년들이 그들의 형제들에게 말하는 지금"이라며, 항상 젊은 반항아들에게 말을 건냈던 니장을, 장폴 사르트르에게 영원토록 젊은 작가로 기억되게끔 만들었다.
소설 <아덴 아라비아>의 "나는 20살이었다. 그 때가 가장 아름다운 시절이라고 말하는 이 그 누구도 가만두지 않겠다."라는 유명한 문장은 68년 5월의 학생들의 슬로건 중 하나가 되었다.
1940년, 니장은 독일군과 전투 중 전사했다. 독일의 됭케르크 공습이 일어나던 제2차 세계대전 초 1940년 5월 23일, 니장은 레크쉬르앙에 위치한 코코브 성에서 벌어진 전투로 사망하게 된다. 그의 마지막 원고는 지금껏 발견되지 않았다.

## 생애

### 청년기와 성장기

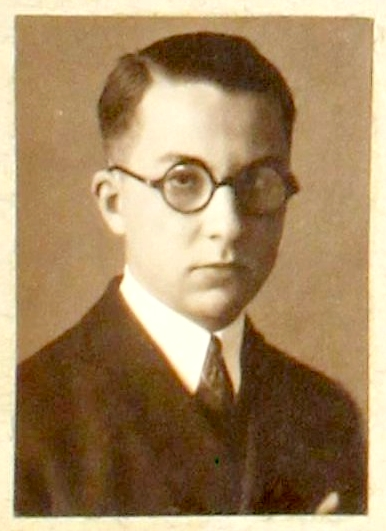
1924년의 폴 니장, 파리 고등사범학교 학생 시절.

폴 니장은 철도기술자의 아들이자 브르타뉴 출신 노동자의 손자로 태어났다. 니장은 <앙투안 블로예>에서 아버지를 묘사한 것에서 볼 수 있듯이 견디기 힘들법한 소시민 계급에 속해있었다. 그는 리세 드 페리괴, 이후 리세 앙리4세에서 뛰어난 성적으로 고교 과정을 끝내고, 리세 루이르그랑(고등사범학교 입시준비반 1학년hypokhâgne과 고등사범학교 입시준비반khâgne)에서 장폴 사르트르를 만나 급속도로 친해지고, 또한 탁월한 학업 성취도 거두게 된다.

## 같이 보기
- 엠마누엘 토드